# 萨拉托夫航空
萨拉托夫航空 (英語：Saratov Airlines Joint Stock Company, Saratovskije avialinii)是一家总部位于俄罗斯萨拉托夫的航空公司。

## 历史
公司成立于1931年，最初叫做“萨拉托夫联合航空中队”，是俄罗斯航空的一部分。2013年被冠名为 萨拉托夫 (俄语：Саравиа).。2013年10月11日改名为“萨拉托夫航空公司”。
2013年12月，萨拉托夫航空成为首家搭载巴西航空工业E系列的运营商。2015年10月14日公司因违反安全条例被俄罗斯航空当局处罚，命令同年10月26日起其取消国际航线的运行。而后2016年5月公司又获准恢复了国际航线。2017年7月在莫斯科国际航空航天展览会上宣布订购6架伊尔库特MC-21客机，预计交付时间为2022年至2025年。

## 目的地
截至2018年2月，萨拉托夫航空公司运营下述机场航线：
亚美尼亚
- 埃里温 – Zvartnots International Airport

格鲁吉亚
- 第比利斯 – 第比利斯国际机场[6]

俄罗斯
- 布拉戈维申斯克 – Ignatyevo Airport[7]
- 赤塔 – Kadala Airport[8]
- 伊尔库茨克 – International Airport Irkutsk[9]
- 基洛夫 – Pobedilovo Airport
- 克拉斯诺达尔 – Pashkovsky Airport
- 克拉斯诺亚尔斯克 – Yemelyanovo International Airport base[8]
- 矿水城 – 矿水城机场
- 莫斯科 – Domodedovo International Airport
- 下瓦尔托夫斯克 – Nizhnevartovsk Airport
- 下诺夫哥罗德 – Strigino Airport
- 奥尔斯克 – Orsk Airport
- 圣彼得堡 – Pulkovo Airport
- 萨拉托夫 – Saratov Tsentralny Airport base
- 苏尔古特 – Surgut International Airport seasonal charter
- 乌法 – Ufa International Airport
- 乌兰乌德 – Baikal International Airport[8]
- 海参崴 – Vladivostok International Airport[10]
- 伏尔加格勒 – Gumrak Airport
- 叶卡捷琳堡 – Koltsovo Airport

## 机队

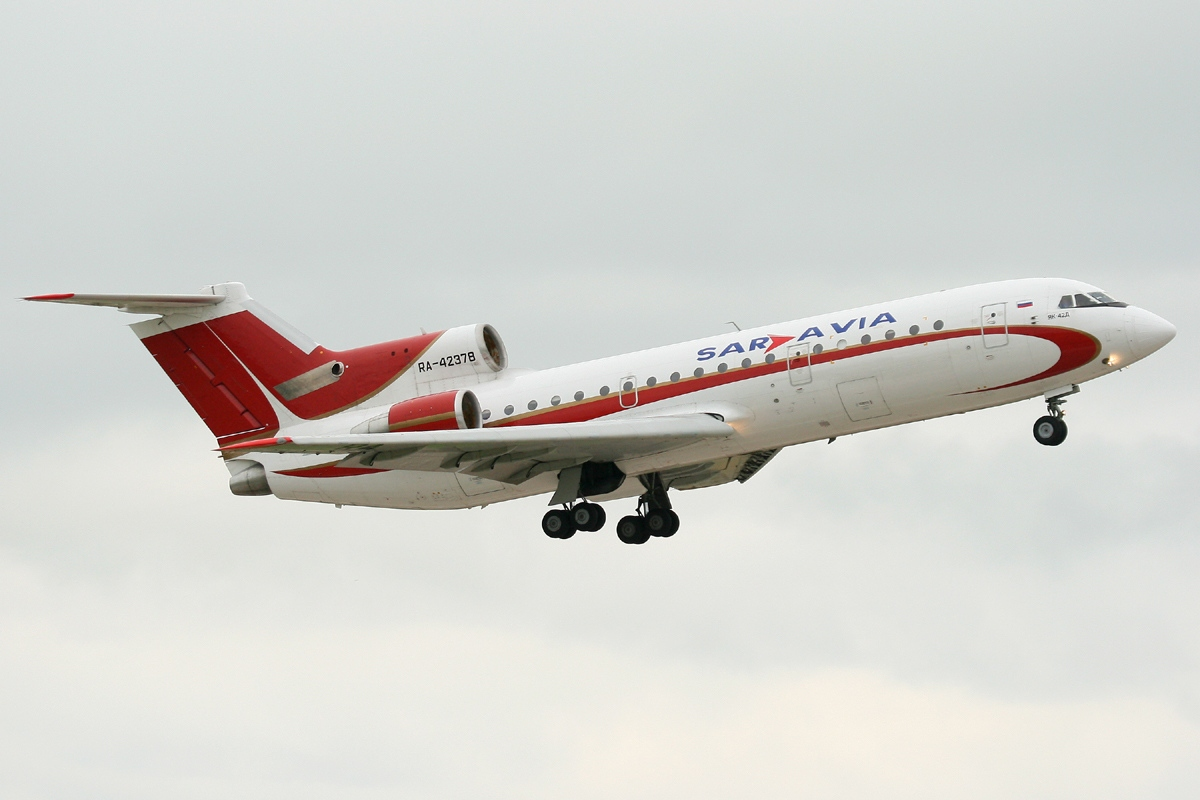
淘汰机型雅克-42

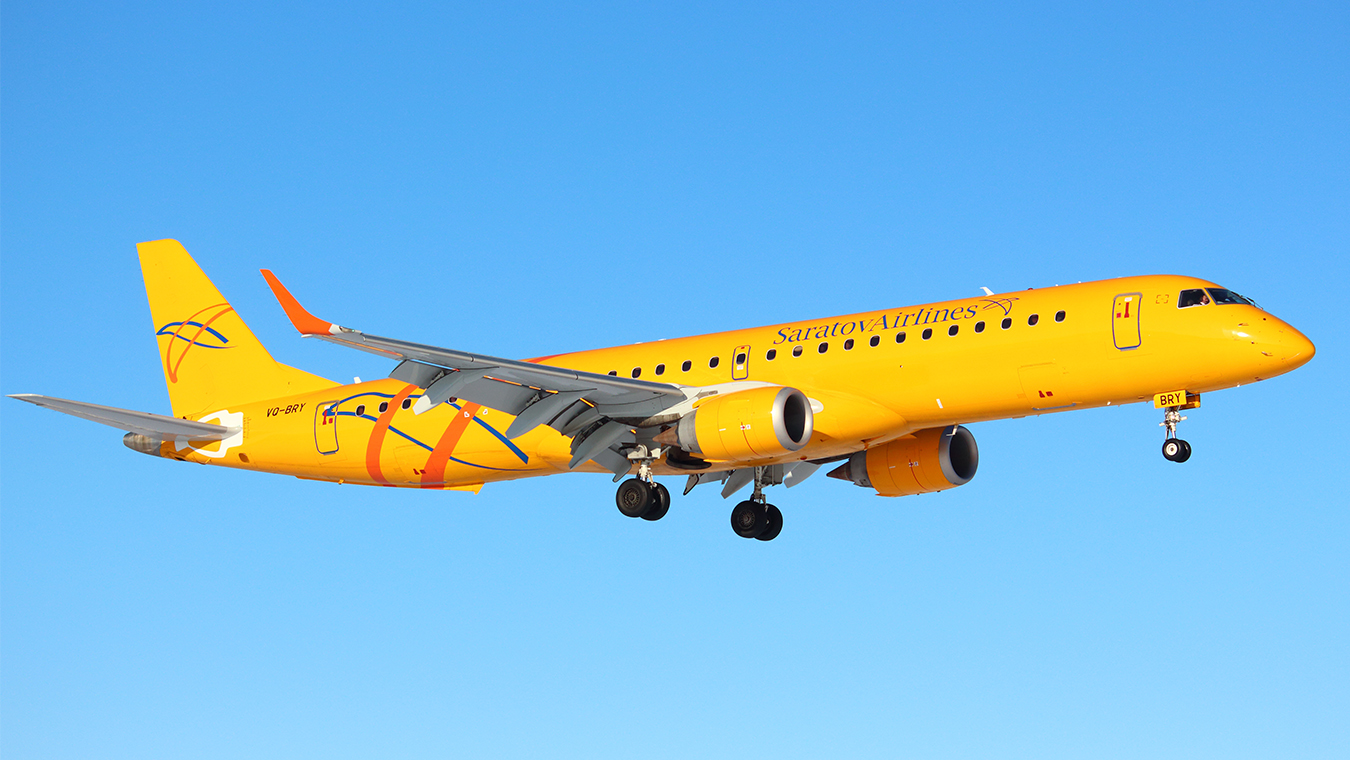
服役机型巴西航空工业E系列#E-195

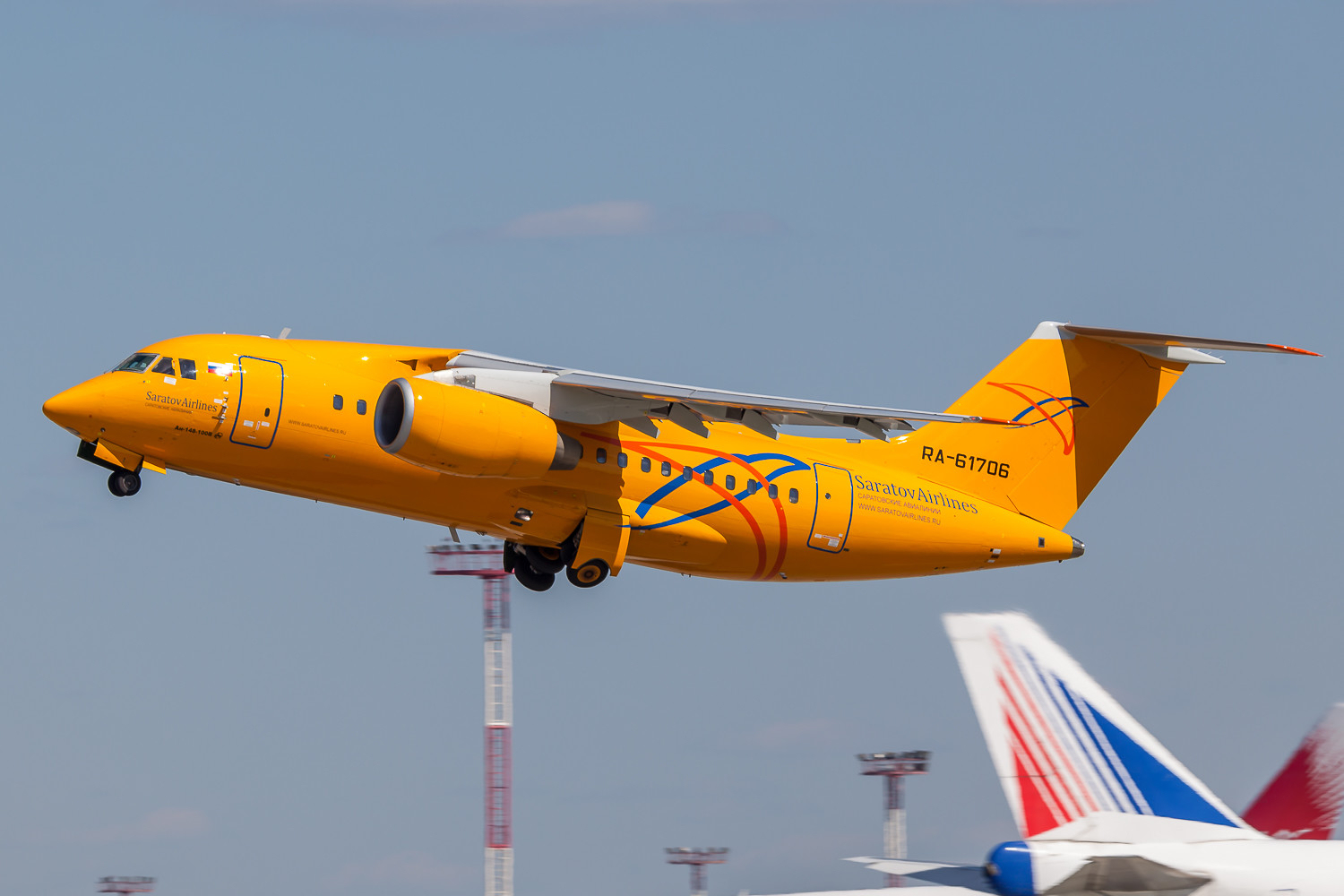
服役机型安托諾夫An-148

2018年2月的机队

## 空难
2018年2月11日在莫斯科多莫杰多沃机场飞往奥尔斯克机场途中发生空难，造成机上的65名乘客和6名机组人员全数遇难。